# Gefälligkeitsfahrt
Unter einer Gefälligkeitsfahrt versteht man die unentgeltliche, meist aus gesellschaftlicher Rücksichtnahme erfolgte Beförderung von Personen mit einem Kraftfahrzeug. Sie ist das im Alltag praktisch wichtigste Gefälligkeitsverhältnis.
Da dem Fahrer hierbei in der Regel der Rechtsbindungswille fehlt, kommt ein rechtsgeschäftliches Schuldverhältnis zwischen ihm und dem Mitfahrer meist nicht zustande. 

## Folgen
Ereignet sich ein Verkehrsunfall, bei dem der Mitfahrer verletzt wird, stehen diesem daher grundsätzlich keine vertraglichen Ansprüche zu. Eine Haftung des Fahrers kommt somit nicht wegen einer möglichen Pflichtverletzung aus einem Schuldverhältnis (§ 280 i V. m § 241 II BGB), sondern allenfalls aus unerlaubter Handlung gem. § 823 BGB und der Gefährdungshaftung aus § 7 StVG in Betracht. Im Gegensatz zu deliktischen Ansprüchen wird bei dieser Anspruchsgrundlage ein zu beweisendes Verschulden des Schädigers nicht vorausgesetzt.

## Haftungsbeschränkung
Weder wird die Haftung gesetzlich auf Vorsatz und grobe Fahrlässigkeit beschränkt, noch kommen Haftungmilderungen nach § 708, § 1359 (Sorgfaltspflicht der Ehegatten) oder § 1664 (beschränkte Haftung der Eltern) BGB in Frage, weil diese Maßstäbe im Straßenverkehr ungeeignet sind. 
Da ein Haftungsverzicht in der Regel nicht dem Gefälligen, sondern der Haftpflichtversicherung zugutekäme, widerspräche er dem wohlverstandenen Interesse der Beteiligten. Daraus folgt, dass familiäre Beziehungen zwischen den Insassen die Haftung nicht stillschweigend ausschließen.